# Преображение Господне (Щърково)
„Преображение Господне/Христово или „Свети Николай“ (на гръцки: Μεταμορφώσεως του Σωτήρος, Αγία Σωτήρα, Αγίου Νικολάου) е късносредновековна църква в преспанското село Щърково (Плати), част от Леринската, Преспанска и Еордейска епархия на Вселенската патриаршия, под управлението на Църквата на Гърция.

## Местоположение
Църквата е разположена на километър източно от селото.

## История
Църквата е изградена в 1591 година. Притежава ценни стенописи от същото време. Местното население знае църквата като „Свети Сотир“ („Преображение Господне“), въпреки че над западния вход пише „Свети Николай“. В същия надпис свещеникът Петко Мартинов (Петкос Мартинос) е посочен като ктитор на църквата през 1591 година, докато името Николай трябва да се отнася за местния зограф, изписал църквата.
В 1970 година църквата е обявена за паметник на културата.

## Описание
В архитектурно отношение църквата е еднокорабен храм с дървен покрив с полукръгла ниша в светилището. Въпреки че външната конструкция на църквата е проста, вътрешността й е украсена с стенописи, които са развити във височина в три зони. В долната са изобразени фигури в цял ръст и бюстово в медальони на светци (Св. Пантелеймон, Св. Константин и Елена, Св. Ахил и други), в двете горни зони - Дванадесетте празника, Страстите Христови, Успение Богородично и други, докато в апсидата на светилището са изобразени Света Богородица Влахернска, Мелисмос и фигури на архиереи. Разликите в качеството на стенописите вероятно показват работата на различни зографи (може би учители и ученици), които въпреки това продължават традицията на работилниците от региона Преспа - Костур - Охрид.
- Стенописи от 1591 г.
- Носене на кръста
- Разпятие
- Сваляне от кръста
- Плащаница Господня